# 5203 Паваротті
5203 Паваротті (5203 Pavarotti) — астероїд головного поясу, відкритий 27 вересня 1984 року.
Тіссеранів параметр щодо Юпітера — 3,614.